# Eusebio di Vercelli
Eusebio di Vercelli (Sardegna, 283 – Vercelli, 1º agosto 371) fu il primo vescovo di Vercelli e esponente di spicco della lotta contro l'arianesimo.
È venerato come santo dalla Chiesa cattolica, è patrono di Vercelli oltre che primo vescovo e patrono dell'intero Piemonte. Fu anche fondatore del sito dove sorgerà il futuro santuario di Oropa (vicino a Biella) e del culto mariano della Madonna nera in Piemonte.

## Biografia
Secondo la tradizione agiografica, Eusebio nacque in Sardegna, quindi si sarebbe trasferito con la madre e la sorella minore a Roma, subito dopo il martirio di suo padre: nell'Urbe, egli fu prima lettore, ordinato sacerdote da papa Marco e consacrato vescovo da Giulio I (15 dicembre 345).
Non si hanno notizie del suo episcopato prima del 354, tuttavia egli viene menzionato ufficialmente in una lettera da Ambrogio da Milano, che lo elogia per aver imposto agli ecclesiastici della sua diocesi la vita comune, come per i monaci, secondo il modello delle chiese orientali.
Nel primo cristianesimo piemontese, Eusebio divenne uno strenuo oppositore dell'Arianesimo, nonché sostenitore del simbolo niceno. Fu inviato da papa Liberio, insieme al vescovo Lucifero di Cagliari in missione dall'imperatore Costanzo II, per chiedergli la convocazione di un concilio che mettesse fine alla controversia tra ariani (peraltro sostenuti dallo stesso imperatore) e gli ortodossi orientali, al quale Eusebio fu teologicamente più affine. Tale concilio si celebrò a Milano nel 355 ma, essendo i vescovi ariani in maggioranza, Eusebio si rifiutò di sottoscriverne gli stessi editti conclusivi. Ne nacque quindi un conflitto con Costanzo II, che fu costretto a esiliarlo in Terra santa, e precisamente a Scitopoli, in Palestina, dove rimase sotto la custodia del locale vescovo Patrofilo.
Qualche anno dopo fu poi trasferito in Cappadocia, quindi nella Tebaide egizia, fino al 361, anno della morte di Costanzo II. Il suo successore, l'imperatore Giuliano, mise fine al suo esilio, e gli consentì, quindi, di riprendere possesso della sua sede vescovile.

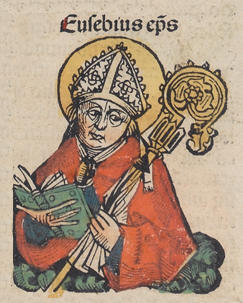
Sant'Eusebio di Vercelli, illustrazione tratta dalle Cronache di Norimberga

Tornato in Piemonte, Eusebio si portò dietro il culto orientale dell'allora appena sorta iconografia della venerazione mariana della Madonna Nera, il cui volto scuro ha varie ipotesi di origine. Secondo questa tradizione, lo stesso si portò dietro dalla Terra santa una di queste raffigurazioni, probabilmente una statua, durante una delle fughe dalle persecuzioni ariane; sempre secondo la tradizione, tale statua fu inizialmente nascosta presso la cittadina valdostana di Fontainemore, località ancor oggi devota a tale culto, e quindi custodita sui monti biellesi presso quello che, in futuro, si svilupperà come il noto sito del Santuario di Oropa. Eusebio fu un vescovo molto stimato, tanto che diventerà noto non solo come santo, ma addirittura come patrono della stessa regione Piemonte. Oltre Oropa, grazie alle sue opere di capillare evangelizzazione del nord-ovest Italia, si svilupparono altri siti di antica tradizione mariana legati al santo, come, ad esempio, lo stesso Duomo di Vercelli, la chiesa di San'Eusebio di Pavia, il Sacro Monte di Crea nel Monferrato, il santuario Madonna del Palazzo di Crescentino.
L'ultima sua comparsa documentata fu al concilio episcopale di Alessandria, dove decise di perdonare i vescovi ariani che lo attaccarono, purché ritornassero allo stato laicale. Eusebio morì a Vercelli nel 371, ma le sue reliquie furono rinvenute soltanto durante la ricostruzione del duomo della città intorno al XVI secolo.

## Culto
La Chiesa cattolica, dopo la riforma liturgica, ne celebra la memoria facoltativa il 2 agosto per il rito romano, che diventa memoria obbligatoria per il rito ambrosiano e nelle diocesi di Sardegna. Nell'arcidiocesi di Vercelli, con il grado di solennità, e in tutto il Piemonte, con il grado di festa, si festeggia il giorno 1° di agosto. Nel rito romano tradizionale la memoria liturgica è il 16 dicembre, giorno seguente a quello della sua consacrazione episcopale poiché il 15 è sempre occupato dall'ottava dell'Immacolata.
È il patrono principale della regione ecclesiastica del Piemonte e di Vercelli; è anche compatrono dell'Università degli studi di Cagliari. È titolare della congregazione delle Figlie di Sant'Eusebio, fondata a Vercelli nel 1899, e di una parrocchia a Cagliari, nel quartiere di Is Mirrionis.

## Successione apostolica
La successione apostolica è:
- Vescovo San Marcellino da Embrun[5]